# Čučma
Čučma (Hongaars: Csucsom) is een Slowaakse gemeente in de regio Košice, en maakt deel uit van het district Rožňava.
Čučma telt 657 inwoners.